# Башир Бабаджанзаде
Башир Бабаджанзаде-Дарзі (перс. بشیر عسگری باباجان‌زاده درزی; нар. 9 серпня 1989, Бабол, остан Мазендеран) — іранський борець греко-римського стилю, бронзовий призер чемпіонату світу, чемпіон та бронзовий призер чемпіонату Азії, бронзовий призер Азійських ігор, володар та триразовий бронзовий призер Кубків світу, учасник двох Олімпійських ігор.

## Життєпис
Боротьбою почав займатися з 1997 року. У 2006 році став чемпіоном Азії серед кадетів. Наступного року знову став чемпіоном Азії, але вже серед юніорів. У 2008 році на цих же змаганнях повторив цей успіх. Того ж року здобув срібну нагороду чемпіонату світу серед юніорів. У 2009 році втретє став чемпіоном Азії, серед юніорів і завоював бронзову медаль на чемпіонаті світу серед юніорів.
Виступав за борцівський клуб «Зід» Бабол. Тренер — Саєд Хашем Мірзаде.

## Спортивні результати на міжнародних змаганнях

### Виступи на Олімпіадах
| Змагання                    | Збірна | Вагова категорія                  | Місце |
| --------------------------- | ------ | --------------------------------- | ----- |
| Літні Олімпійські ігри 2012 | Іран   | греко-римська боротьба, до 120 кг | 7     |
| Літні Олімпійські ігри 2016 | Іран   | греко-римська боротьба, до 130 кг | 10    |

### Виступи на Чемпіонатах світу
| Змагання                        | Збірна | Вагова категорія                  | Місце  |
| ------------------------------- | ------ | --------------------------------- | ------ |
| Чемпіонат світу з боротьби 2011 | Іран   | греко-римська боротьба, до 120 кг | Бронза |

### Виступи на Чемпіонатах Азії
| Змагання                       | Збірна | Вагова категорія                  | Місце  |
| ------------------------------ | ------ | --------------------------------- | ------ |
| Чемпіонат Азії з боротьби 2011 | Іран   | греко-римська боротьба, до 120 кг | Золото |
| Чемпіонат Азії з боротьби 2013 | Іран   | греко-римська боротьба, до 120 кг | 7      |
| Чемпіонат Азії з боротьби 2015 | Іран   | греко-римська боротьба, до 130 кг | Бронза |

### Виступи на Азійських іграх
| Змагання           | Збірна | Вагова категорія                  | Місце  |
| ------------------ | ------ | --------------------------------- | ------ |
| Азійські ігри 2014 | Іран   | греко-римська боротьба, до 130 кг | Бронза |

### Виступи на Кубках світу
| Змагання                    | Збірна | Вагова категорія                  | Місце  |
| --------------------------- | ------ | --------------------------------- | ------ |
| Кубок світу з боротьби 2007 | Іран   | греко-римська боротьба, до 120 кг | 4      |
| Кубок світу з боротьби 2010 | Іран   | греко-римська боротьба, до 120 кг | 6      |
| Кубок світу з боротьби 2011 | Іран   | греко-римська боротьба, до 120 кг | 5      |
| Кубок світу з боротьби 2012 | Іран   | греко-римська боротьба, до 120 кг | Бронза |
| Кубок світу з боротьби 2013 | Іран   | греко-римська боротьба, до 120 кг | Бронза |
| Кубок світу з боротьби 2014 | Іран   | греко-римська боротьба, до 130 кг | Золото |
| Кубок світу з боротьби 2015 | Іран   | греко-римська боротьба, до 130 кг | Бронза |

### Виступи на інших змаганнях
| Змагання                                                     | Збірна | Вагова категорія                  | Місце  |
| ------------------------------------------------------------ | ------ | --------------------------------- | ------ |
| Чемпіонат світу з боротьби серед військовослужбовців 2008    | Іран   | греко-римська боротьба, до 120 кг | Срібло |
| Кубок Ядегара Імама 2009                                     | Іран   | греко-римська боротьба, до 120 кг | Бронза |
| Турнір Вехбі Емре 2011                                       | Іран   | греко-римська боротьба, до 120 кг | Срібло |
| Золотий Гран-прі з боротьби 2011 (Баку)                      | Іран   | греко-римська боротьба, до 120 кг | 7      |
| Кубок Владислава Питласинські 2011                           | Іран   | греко-римська боротьба, до 120 кг | Срібло |
| Тестовий турнір FILA 2011                                    | Іран   | греко-римська боротьба, до 120 кг | 7      |
| Кубок Ядегара Імама 2012                                     | Іран   | греко-римська боротьба, до 120 кг | Золото |
| Чемпіонат світу з боротьби серед студентів 2012              | Іран   | греко-римська боротьба, до 120 кг | Золото |
| Чемпіонат світу з боротьби серед військовослужбовців 2013    | Іран   | греко-римська боротьба, до 120 кг | Золото |
| Золотий Гран-прі з боротьби 2014 (Сомбатгей)                 | Іран   | греко-римська боротьба, до 130 кг | Срібло |
| Кубок Тахті 2015                                             | Іран   | греко-римська боротьба, до 130 кг | Золото |
| Турнір Вехбі Емре і Гаміта Каплана 2015                      | Іран   | греко-римська боротьба, до 130 кг | 13     |
| Всесвітні ігри військовослужбовців 2015                      | Іран   | греко-римська боротьба, до 130 кг | Бронза |
| Клубний чемпіонат світу з боротьби 2015                      | Іран   | команда                           | Золото |
| Гран-прі Угорщини з боротьби 2016                            | Іран   | греко-римська боротьба, до 130 кг | Срібло |
| Олімпійський кваліфікаційний турнір з боротьби 2016 (Астана) | Іран   | греко-римська боротьба, до 130 кг | Бронза |
| Кубок Владислава Пітласинські 2016                           | Іран   | греко-римська боротьба, до 130 кг | Бронза |

### Виступи на змаганнях молодших вікових груп
| Змагання                                      | Збірна | Вагова категорія                  | Місце  |
| --------------------------------------------- | ------ | --------------------------------- | ------ |
| Чемпіонат Азії з боротьби серед кадетів 2006  | Іран   | греко-римська боротьба, до 100 кг | Золото |
| Чемпіонат Азії з боротьби серед юніорів 2007  | Іран   | греко-римська боротьба, до 120 кг | Золото |
| Чемпіонат світу з боротьби серед юніорів 2007 | Іран   | греко-римська боротьба, до 120 кг | 7      |
| Чемпіонат Азії з боротьби серед юніорів 2008  | Іран   | греко-римська боротьба, до 120 кг | Золото |
| Чемпіонат світу з боротьби серед юніорів 2008 | Іран   | греко-римська боротьба, до 120 кг | Срібло |
| Чемпіонат Азії з боротьби серед юніорів 2009  | Іран   | греко-римська боротьба, до 120 кг | Золото |
| Чемпіонат світу з боротьби серед юніорів 2009 | Іран   | греко-римська боротьба, до 120 кг | Бронза |